# Grossissement commercial
Le grossissement commercial est une grandeur standardisée du grossissement. Il s'agit du quotient de l'angle sous lequel est vu l'objet dans l'instrument d'optique et de l'angle sous lequel est vu le même objet à l'œil nu à la distance de 0,25 m (punctum proximum).
Il peut également être défini en fonction de la puissance optique {\displaystyle P} exprimée en dioptrie (homogène à m−1 et noté δ) :
{\displaystyle G_{c}={\frac {P}{4}}}
où 4 δ est l'inverse du punctum proximum.
Le grossissement commercial est une grandeur sans dimension qui permet de caractériser un oculaire ou une loupe. C'est cette valeur qui est gravée sur les objectifs de microscope.